# Tschirn
Tschirn er en kommune i Landkreis Kronach i Regierungsbezirk Oberfranken i den tyske delstat Bayern.
Den er en del af Verwaltungsgemeinschaft Teuschnitz.

## Geografi
Tschirn ligger i Naturpark Frankenwald.

### Inddeling
Ud over Tschirn, ligger i kommunen landsbyerne :
- Dobermühle
- Gemeindeschneidmühle

## Historie
Tschirn er nævnt første gang i 1276 som Gut Tschirn.